# Moorwarfen
Moorwarfen is een dorp dat onderdeel is van de stadgemeente Jever in de Duitse deelstaat Nedersaksen. Het maakt deel uit van de Landkreis Friesland. Moorwarfen wordt door de Bundesstraße 210 (rondweg om Jever) in tweeën gedeeld. De noordelijke helft van het plaatsje ligt 3 km ten oosten, de zuidelijke helft ligt ruim 2 km ten zuidoosten van de stad Jever.